# Манастир Дуга њива
Манастир Дуга њива је мушки манастир Српске православне цркве посвећен Светом пророку Илији. Налази се на Дугој њиви, на планини Требави на 627 м.н.в. у општини Модрича. Испод манастирске Цркве посвећене Светом пророку Илији, налази се Крипта посвећена Светом кнезу Лазару и свим Косовским мученицима у којој се служи зими, гдје су у току радови на иконопису Крипте од стране братства Манастира. Уз игумана оца Теофила у манастиру се налази и искушеник Душан Радоја. По благослову Митрополита зворничко-тузланског Господина Фотија, послове око манастирске шуме од септембра 2021. обавља свештеник Горан Пањков.
Старешина манастира од 2021. године је архимандрит Теофил Ђуричић, са братством.

## Историја
Након војне операције Коридор Војске Републике Српске, српски народ Требаве и околине је 1992. године изградио на Дугој њиви цркву Лазарицу посвећену Светом кнезу Лазару и свим српским јунацима. Замисао за изградњу храма је донесена на српском окупљању под називом Збор на Дугој њиви, који се на Требави уобичајено одржава у недељу на Огњену Марију од 1919. године. Повод је био побједа Војске Републике Српске у операцији Коридор, и сјећање на све погинуле српске борце од Косовског боја, до Одбрамбено-отаџбинског рата (1992—1995). Настојатељ манастира од 2011. године био је Павле Тица.
Први искушеник Жика Николић је дошао у манастир 2. јула 2007. године.